# Работническа Марсилеза
Работническата Марсилеза (на руски: Рабочая Марсельеза, [rɐˈbot͡ɕɪjə mərsʲɪˈlʲjezə]) е руска революционна песен, кръстена на Марсилезата. Тя се основава на стихотворение на Пьотър Лавров, публикувано за първи път на 1 юли 1875 г. в Лондон като Нова песен (на руски: Новая песня). Стихотворението отразява радикална социалистическа програма и призовава за насилствено унищожение на руската монархия. В края на 1875 или през 1876 г. това стихотворение започва да се пее в Русия под мелодията на последния куплет от песента на Роберт Шуман Die beiden grenadiere. Мелодията на Шуман е вдъхновена от френската Марсилия, но е оригинална. Така мелодията и текстът на Работническата Марсилеза нямат нищо общо с френската Марсилеза. Песента е близка до руските жестоки романси и това повлиява на нейната популярност. Името Работническата Марсилеза е фиксирано от 1890-те години.
Песента съществува наред с няколко други популярни версии, наред с други Марсилези на войниците и Марсилезата на селяните.
Този химн е бил популярен по време на Руската революция от 1905 г. и е бил използван като национален химн от руското временно правителство до свалянето му по време на Октомврийската революция. Той остава в употреба от Съветска Русия за кратко време заедно с Интернационала. По време на революцията от 1917 г. се играе на всички обществени събрания, улични демонстрации, концерти и пиеси.
Работническа Марсилеза

Отречете се от стария свят

Отърсете пепелта му от краката ни!

Златните идоли са враждебни към нас,

Мразим кралския дворец.

Ще отидем при нашите страдащи братя,

Ще отидем при гладните хора,

С него ще изпратим проклятия на злодеите -

Ще го заведем на битката.

Припев:

Ставайте, ставайте, работещи хора!

Вдигнете се срещу врага, гладни хора!

Ей, викът на отмъщението на народа!

Напред, напред, напред, напред, напред!

Богати юмруци алчен пакет

Те крадат упоритата ви работа.

чревоугодниците стават дебели с потта ви,

Последното ти парче те разкъсват.

Гладувайте, за да пируват

Играйте от глад за борсата

Продадоха съвест и чест,

За да ги накараш да те погледнат.

Припев.

Почивката е само твоя гроб.

Подгответе целия си живот за просрочени задължения.

Кралят-вампир вади вените от теб,

Кралят-вампир пие кръвта на хората.

Има нужда от войници за армията -

Дайте му синове.

Той се нуждае от пиршества и стаи -

Дай му кръвта си.

Припев.

Не е ли достатъчна вечната мъка?

Да ставаме, братя, навсякъде наведнъж -

От Днепър до Бяло море,

И Поволжието, и Далечния Кавказ.

На враговете, на кучетата – на богатите,

И на злия вампир – кралят

Победете, унищожете ги, проклетите злодеи,

Светли, зората на нов живот.

Припев.

И да се издигне зад кървавата зора

Слънце на истината и братската любов,

Въпреки че купихме на ужасна цена -

Нашата кръв е щастието на земята.

И времето на свободата ще дойде:

Лъжите ще загинат, злото ще загине завинаги,

И всички народи ще се слеят в едно

В свободното царство на свещения труд.

Припев.